# 日本アルミ
株式会社日本アルミ（にほんアルミ、英文社名:Nippon Aluminium Corporation.）は、かつて大阪市淀川区に本社を置いていた、アルミ製品の加工を中心とする住友グループのメーカーである。住友軽金属工業の完全子会社であった。
2012年7月1日、同じく住友軽金属工業の完全子会社である岩井金属工業株式会社に吸収合併され、株式会社ナルコ岩井となった。

## 主力製品・事業
- 産業機器
- サッシ・浴室ドア
- アルミ資材

## 主要事業所
- 本社所在地 - 大阪府大阪市淀川区三国本町3丁目9-39
- 東京支社 - 東京都墨田区両国2丁目10-8
- 支店・営業所 - 北海道、東北、名古屋、九州、盛岡

## 沿革
- 1901年10月 - 高木アルミニューム製造所創業。
- 1906年2月 - 日本アルミニューム製造所に改称。
- 1928年9月 - 株式会社日本アルミニューム製造所設立。
- 1946年5月 - 日本アルミニウム工業株式会社に商号変更。
- 1949年5月 - 大阪証券取引所(現在の東京証券取引所スタンダード)に上場。
- 1969年2月 - 日新アルミニウム工業（マルハチ印、名古屋市）と合併。
- 1978年3月 - 安城工場等の事業を分離し日本アルミニウム建材株式会社を設立。
- 1991年10月 - 日本アルミニウム建材株式会社を合併し、株式会社日本アルミに商号変更。
- 2009年7月 - 住友軽金属工業（現・UACJ）の完全子会社となり、大阪証券取引所2部上場廃止。
- 2009年10月 - （新）「株式会社日本アルミ」「株式会社日本アルミ滋賀製造所」「株式会社日本アルミ安城製作所」の3会社を新設分割により設立し、（新）「株式会社日本アルミ」を事業統括会社とする。同時に住軽傘下の「住軽エンジニアリング株式会社」（現・株式会社ナルコ郡山）をグループ会社とした。旧「株式会社日本アルミ」は2009年度内に清算。
- 2010年3月 - 創業以来手がけてきた、鍋、やかん等のアルミ生活用品製造から撤退。
- 2010年3月 - 分割した「株式会社日本アルミ安城製作所」の全株式を株式会社住軽テクノ（現・株式会社UACJ押出加工）に譲渡。4月に同社は「株式会社住軽テクノ安城」に商号変更（2011年10月、株式会社住軽テクノ名古屋に吸収合併。現・株式会社UACJ押出加工名古屋）。
- 2012年7月 - （新）「株式会社日本アルミ」が岩井金属工業株式会社に吸収合併され、株式会社ナルコ岩井となる。翌日に「株式会社日本アルミ滋賀製造所」も株式会社ナルコ岩井に吸収合併された[1]。